# NGC 2389
NGC 2389 este o intermediate spiral galaxy⁠(d) situată în constelația Gemenii. A fost descoperită în 5 februarie 1788 de către William Herschel. Se află la o distanță de 70,47 de megaparseci de Pământ.